# Cratere Acestes
Acestes è un cratere presente sulla superficie di Dione, uno dei satelliti di Saturno; deve il nome ad Aceste, mitologico re di Sicilia.